# Шельфовый ледник Туэйтса
Шельфовый ледник Туэйтса (75°06′ ю. ш. 105°31′ з. д.) — антарктический шельфовый ледник в море Амундсена. Он был назван ACAN в честь Фредрика Т. Туэйтса, ледникового геолога и геоморфолога. Шельфовый ледник Туэйтса — один из крупнейших шельфовых ледников в Западной Антарктиде, хотя он крайне нестабилен и быстро разрушается. С 1980-х годов ледник Туэйтса, получивший прозвище «ледник Судного дня», потерял более 600 миллиардов тонн льда, хотя закрепление шельфового ледника Туэйтса замедлило этот процесс has had a net loss of over 600 billion tons of ice, though pinning of the Thwaites Ice Shelf has served to slow the process.. Шельфовый ледник Туэйтса действовал как плотина для восточной части ледника, укрепляя её и обеспечивая медленную скорость таяния, в отличие от незащищенной западной части .

## Исследование
Согласно исследованию 2021 года, проведенному Американским геофизическим союзом, Восточный шельфовый ледник Туэйтса (TEIS) поддерживает треть ледника Туэйтса. Удаление шельфа может увеличить вклад ледника Туэйтса в повышение уровня моря до 25%. Недавние исследования показывают, что шельфовый ледник теряет сцепление с подводной отмелью, которая действует как точка привязки, а граница сдвига, отделяющая Восточный шельфовый ледник Туэйтса от языка ледника Туэйтса, расширилась, ещё больше ослабив связь шельфового ледника с точка закрепления. Последовательность радиолокационных изображений Sentinel-1 показывает, что параллельные крылья и гребенчатые трещины недавно образовали трещины под большими углами к основной границе сдвига и распространяются в центральную часть шельфового ледника со скоростью до 2 км в год. Спутниковые данные, георадар и измерения GPS показывают, что обрушение шельфового ледника может быть инициировано пересечением разломов со скрытыми зонами базальных трещин всего за 5 лет.

## Таяние
По прогнозам Европейского союза наук о Земле, полное таяние ледника Туэйтса повысит глобальный уровень моря на 65 см (2,13 фута), а Совместный институт исследований в области наук об окружающей среде заявляет, что удаление ледника Туэйтса может в конечном итоге привести к подъему уровня до 3 метров, если он тянет за собой остров Пайн и окружающие его ледники из-за неустойчивости морского ледяного покрова. Однако оба эти процесса потребуют времени: интервью журнала Science Magazine с исследователями Международного сотрудничества ледников Туэйтса, которые обнаружили надвигающееся крах шельфового ледника, отметили, что самому леднику все еще потребуется примерно несколько столетий, чтобы разрушиться даже без шельфового ледника и оценка переломных моментов в климатической системе 2022 года показала, что, хотя западно-антарктический ледяной щит может распасться при температуре от 1 °C до 3 °C, временные рамки для его разрушения после этого колеблются от 500 до 13 000 лет, с наиболее вероятной оценкой 2000 лет.